# Interstate Commerce Commission
La Comisión Interestatal de Comercio o Interstate Commerce Commission (ICC) fue una agencia reguladora de los Estados Unidos creada por la Ley de Comercio Interestatal de 1887. El propósito original de la agencia era regular ferrocarriles (y más tarde camiones ) para asegurar precios justos, para eliminar la discriminación de precios, y para regular otros aspectos de las empresas de transporte público, incluyendo las líneas de autobuses interestatales y empresas telefónicas. El Congreso da facultades ampliadas a la ICC para regular otras formas de comercio a partir de 1906. La agencia fue abolida en 1995, y sus funciones restantes fueron transferidos a la Comisión de Transporte Terrestre (Surface Transportation Board) .
La Comisión tenía cinco miembros que son nombrados por el Presidente de los Estados Unidos con el consentimiento del Senado de los Estados Unidos, la Comisión estaba facultada para investigar violaciones a ley y al orden buscando el cese de mala conducta. Sin embargo, en sus primeros años, las órdenes de la ICC requieren una orden de un tribunal federal en tener efecto. La Comisión fue el primer organismo regulador independiente (o el llamado Cuarto Poder ), así como la primera agencia independiente para regular a las grandes empresas en los EE. UU.

## Creación
La ICC fue establecida por la Ley de Comercio Interestatal de 1887, que fue firmada por el presidente Grover Cleveland. La creación de la comisión fue el resultado de una amplia y larga agitación contra los ferrocarriles. Los agricultores occidentales, específicamente los del Movimiento Grange, eran la fuerza dominante detrás de los disturbios, pero los occidentales en general - especialmente los de las zonas rurales - creían que los ferrocarriles poseen el poder económico que se violan sistemáticamente. Un tema central es la discriminación tasa entre los clientes y las comunidades en situación similar.